# Nicole Bus
Nicole Bus (Nieuwegein, 2 maggio 1989) è una cantante olandese.

## Biografia
Nata a Nieuwegein da padre olandese e madre proveniente dal Curaçao, nel 2010 le è stato conferito il Grote Prijs van Nederland nella categoria di cantautore. Il suo primo album in studio, uscito per la EMI, è stato pubblicato l'anno successivo. Più tardi si è presentata sia alla versione olandese di X Factor che a The Voice of Holland, raggiungendo i quarti di finale in quest'ultimo ambito.
Nel 2016, lavorando per la TopNotch, ha messo in commercio l'EP Nederlandse bodem, oltre ad aprire svariati concerti per Sandra van Nieuwland. L'anno successivo è stata notata dalla Roc Nation attraverso un video caricato su Instagram, etichetta che le offrirà un contratto discografico nel 2018.
Il terzo disco Kairos, per il quale l'artista ha annunciato l'Arise and Shine Tour, include You, posizionatosi all'interno della Hot R&B Songs statunitense. In occasione degli iHeartRadio Music Awards 2020 è stata candidata per il premio al miglior nuovo artista R&B.
Nel 2023 viene pubblicata la canzone Claudine dei Wu-Tang Clan, in collaborazione con Nicole Bus.

## Discografia

### Album in studio
- 2011 – The Heart of the Matter
- 2017 – Magnolia
- 2019 – Kairos

### Album dal vivo
- 2020 – Live in NYC

### EP
- 2016 – Nederlandse bodem
- 2017 – T.O.T.A

### Singoli
- 2013 – 911
- 2013 – Locked Out of Heaven
- 2018 – You
- 2019 – Mr. Big Shot